# Geschichte des Solothurner Parteiensystems
Mit Geschichte des Parteiensystems wird nicht die Geschichte einzelner Parteien umschrieben, sondern die Geschichte des Zusammenwirkens dieser Parteien in den unterschiedlichen staatsrechtlichen Gremien.

## Meilensteine
Nach der liberalen Revolution von 1830 war der Kanton Solothurn im Verlauf des 19. Jahrhunderts weitgehend ein Zwei-Parteien-Staat mit Liberalen (der heutigen FDP Kanton Solothurn) und katholisch-demokratischen Konservativen (der heutigen CVP). Dabei dominierten die Liberalen den Staat mit absoluten Mehrheiten in sämtlichen Gremien, wobei es vorübergehend noch zu zusätzlichen Spaltungen zwischen Altliberalen (den sogenannten «Grauen») und den Radikalliberalen (den sogenannten «Roten») kam.
Gegen Ende des 19. Jahrhunderts wurden formal diejenigen Parteien gegründet, die auch heute noch das politische Leben bestimmen. Wesentlichen Einfluss auf den politischen Prozess hatte auch die Einführung des Proporzwahlsystems für den Kantonsrat im Jahr 1895, das es den Konservativen erlaubte, ihren Sitzanteil auszubauen und der Sozialdemokratischen Partei (SP), Einsitz im Kantonsparlament zu nehmen. Der sogenannte Solothurner Proporz war jedoch bewusst so ausgestaltet, dass er dem Freisinn weiterhin grossen Einfluss sicherte. Der Listenstimmen-Proporz liess nur Panaschieren, aber kein Kumulieren zu. Einerseits konnte so panaschiert werden, ohne dass sich dies negativ auf die Mandatsverteilung für die eigene Liste auswirkte. Anderseits war es den Wählern nicht möglich, mit Kumulieren Exponenten der eigenen Couleur zusätzlichen Support zu geben. Das «Gratis-Panaschieren» wurde von der freisinnigen Mehrheitspartei zum Teil virtuos dazu benutzt, auf den Listen der beiden Minderheitsparteien genehmere Kandidaten nach vorne zu bringen, während profilierte Vertreter der Sozialdemokraten und der Konservativen immer wieder um ihre Wiederwahl bangen mussten. Kam noch dazu, dass nur Listen in die Mandatsverteilung gelangten, die mindestens ein Vollmandat erzielt hatten, was eine zusätzliche Hürde in Wahlkreisen mit wenigen Mandaten darstellte. Die Eigenarten des Solothurner Proporzes waren wohl auch ein massgebender Grund dafür, dass sich im Kanton bis weit in die zweite Hälfte des 20. Jahrhunderts mit kurzen Unterbrüchen ein für einen Kanton des schweizerischen Mittellandes untypisches 3-Parteien-System erhalten hatte. 
1911 eroberte die SP auf Anhieb zwei Nationalrats-Sitze, und 1917 wurde die absolute FDP-Dominanz im Kantonsrat gebrochen. Dies ausschliesslich zugunsten von zusätzlichen SP-Mandaten: Die Partei profitierte von der durch den Ersten Weltkrieg landesweit entstandenen Versorgungs- und Lebensmittelknappheit. Sie erhielt zusätzlich auch ihr erstes Regierungsratsmandat.
1941 erfolgte die erstmalige Durchbrechung des 1917 etablierten Drei-Parteien-Systems durch den Gewinn von 11 Kantonsrats-Mandaten der Duttweiler-Partei Landesring der Unabhängigen, die jedoch nach einer Legislatur sämtliche wieder verloren gingen.
1943 wurde ein SP-Vertreter in den Ständerat gewählt, womit die bisherige Zweier-Abordnung der solothurnischen FDP in die kleine Kammer der Vergangenheit angehörte.
1945 gewannen die Sozialdemokraten trotz Verkleinerung der Gesamtsitzzahl im Kantonsrat 9 Mandate dazu und wurden mit 40 Sitzen gegenüber 34 der Konservativen erstmals und für mehr als ein Vierteljahrhundert zweitstärkste Fraktion. Der bernisch geprägte Bezirk Bucheggberg ordnete erstmals und nur für diese eine Legislatur einen Vertreter der Bauern-, Gewerbe- und Bürgerpartei BGB (Vorläufer der heutigen SVP) ab.  
1952 gelang es durch die Wahl eines zweiten SP-Vertreters (nebst einem Konservativen), auch die absolute freisinnige Mehrheit im Regierungsrat zu brechen. Als Nachwirkung des Kulturkampfes im 19. Jahrhundert gab es im Kanton Solothurn keine Bürgerblockbildung. Dies war eine Voraussetzung für eine Zweckallianz zwischen Sozialdemokraten und Konservativen, um die freisinnige Regierungsmehrheit zu sprengen. Das von den Freisinnigen als «unheilige Allianz» gebrandmarkte Wahlbündnis der beiden Minderheitsparteien hatte nicht zuletzt das Ziel, der Personalpolitik in der Verwaltung, welche der freisinnigen Mehrheit unterstellt wurde, ein Ende zu setzen. Versuche der Freisinnigen in den Jahren 1953 und 1963, die Regierungsmehrheit zurückzuerobern, scheiterten.
1969 schaffte der Landesring nach 24 Jahren mit 6 Sitzen wieder den Einzug ins Kantonsparlament. 3 der 6 Sitzgewinne gingen auf Kosten der Sozialdemokraten, die damit ihren Status als zweitstärkste Fraktion verloren und nurmehr 36 Sitze wie die Konservativen zählten.
1973 schmolz der Sitzbestand des LdU bis auf ein Mandat zusammen. Die Progressiven Organisationen (POCH) gewannen erstmals ein Mandat.    
Ab den 1990er Jahren gehörte der relativ traditionelle Drei-Parteien-Staat Solothurn, vor allem durch das resolute Aufkommen der SVP (und etwas moderater durch die Grüne Partei), endgültig der Vergangenheit an.
2007 errangen die einstmals staatstragenden Freisinnigen erstmals nur einen einzigen von sieben Nationalratssitzen.

## Tendenzen
Der Stimmenanteil der SP Kanton Solothurn bewegte sich seit 1917 stets in einem Band zwischen 23 und 30 %, mit Höchstständen zwischen 1945 und 1965. Auch in einer Periode hohen Mobilisierungs-Potenzials aus der Industrie-Arbeiterschaft gelang es den bürgerlichen Parteien also, mittels starker linker Parteiflügel einen beträchtlichen Anteil dieser Wählerschicht von der SP fernzuhalten. Anderseits vermochte die SP dann nach Einsetzen der Arbeitsplatz-Verlagerung vom Industrie- in den Dienstleistungs-Sektor ab ca. den 1970er Jahren ihre vorherigen Wähleranteile dennoch weitgehend zu halten. Die Vorläufer-Partei der SVP, die BGB, vermochte im Kanton Solothurn nie Fuss zu fassen, und zwar aus analogen Gründen mit umgekehrten Vorzeichen: Starke bäuerlich-gewerbliche Parteiflügel der etablierten bürgerlichen Volksparteien.